# Nando Bodha

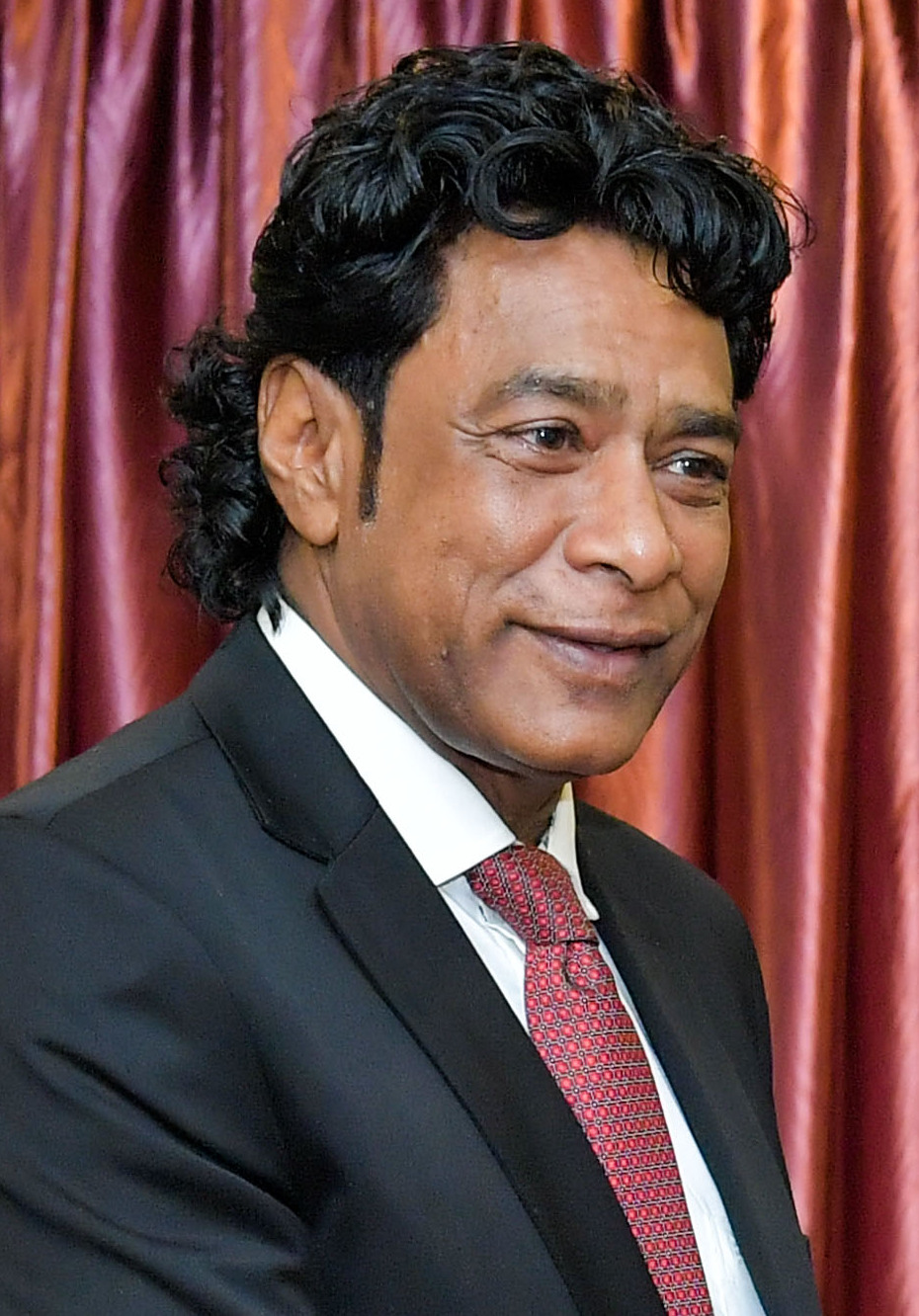
Nando Bodha, 2019

Nandcoomar „Nando“ Bodha, GCSK (* 3. Februar 1954 in Terre Rouge) ist ein Politiker der Mouvement Socialiste Militant (MSM) aus Mauritius, der mehrmals Minister war sowie zuletzt von 2019 bis 2021 als Außenminister fungierte.

## Leben
Nandcoomar „Nando“ Bodha absolvierte nach dem Schulbesuch ein Studium der Rechtswissenschaften und schloss dieses mit einem Bachelor of Laws (LL.B) ab. Er erwarb zudem ein Doktorat an der Universität Rennes und nahm daraufhin eine Tätigkeit als Rechtsanwalt auf. Er war zudem Generalsekretär der Mouvement Socialiste Militant (MSM) und wurde im September 2000 erstmals Mitglied der Nationalversammlung. In der zweiten Regierung von Premierminister Anerood Jugnauth war er vom 12. September 2000 bis zum 7. Oktober 2003 Minister für Tourismus und Freizeit. Im darauf folgenden Kabinett von Premierminister Paul Bérenger hatte er zwischen dem 7. Oktober und Dezember 2003 zunächst weiterhin den Posten als Minister für Tourismus und Freizeit inne, ehe er nach einer Kabinettsumbildung von Dezember 2003 bis zum 5. Juli 2005 Landwirtschaftsminister war.
Bei den Wahlen vom 12. Juli 2005 wurde Bodha im Wahlkreis No. 16 Vacoas and Floreal zum Mitglied der Nationalversammlung gewählt und war zwischen dem 4. April 2006 und dem 24. September 2007 Oppositionsführer in der Nationalversammlung. Er wurde als Kandidat der MSM am 18. Mai 2010 im Wahlkreis No. 16 Vacoas and Floreal erneut zum Mitglied der Nationalversammlung gewählt. Im zweiten Kabinett von Premierminister Navin Ramgoolam bekleidete er vom 11. Mai 2010 bis zum 25. Juli 2011 erneut den Posten als Minister für Tourismus und Freizeit. Er war zugleich zwischen dem 12. April 2011 und dem 14. März 2012 Vorsitzender des Sonderausschusses für Live-Übertragungen von Parlamentssitzungen. Bei den Wahlen vom 11. Dezember 2014 wurde er für die MSM im Wahlkreis No. 16 Vacoas and Floreal erneut zum Mitglied der Nationalversammlung gewählt. In der dritten Regierung von Premierminister Anerood Jugnauth bekleidete er vom 17. Dezember 2014 bis zum 23. Januar 2017 das Amt als Minister für öffentliche Infrastruktur und Landverkehr und war zeitweise auch Vorsitzender des Rundfunk-Ausschusses der Nationalversammlung.
Den Posten als Minister für öffentliche Infrastruktur und Landverkehr hatte Nando Bodha zwischen dem 24. Januar 2017 und dem 12. November 2019 auch im Kabinett von Premierminister Pravind Jugnauth. Nach dem Rücktritt von Vishnu Lutchmeenaraidoo übernahm er am 22. März 2019 zusätzlich die Posten als Minister für auswärtige Angelegenheiten, regionale Integration und internationalen Handel. Am 8. November 2019 wurde er im Wahlkreis No. 16 Vacoas and Floreal abermals zum Mitglied der Nationalversammlung gewählt. Bei den Parlamentswahlen gewann die MSM 38 Sitze, die Parti Travailliste 13 und die Mouvement Militant Mauricien (MMM) 9. Die Wahlbeteiligung betrug 76,8 Peozent. Im Rahmen einer darauf folgenden Kabinettsumbildung am 12. November 2019 blieb er Minister für auswärtige Angelegenheiten, regionale Integration und internationalen Handel in der Regierung von Premierminister Jugnauth, gab aber das Amt als Minister für öffentliche Infrastruktur und Landverkehr ab. Am 6. Februar 2021 trat er als Minister für auswärtige Angelegenheiten, regionale Integration und internationalen Handel zurück, woraufhin Alan Ganoo seine Nachfolge antrat. Für seine Verdienste wurde er Großkommandeur des Order of the Star and Key of the Indian Ocean (GCSK).